# Miss Universo 1964
Miss Universo 1964, tredicesima edizione di Miss Universo, si è tenuta a Miami, negli Stati Uniti d'America il 1º agosto 1964. L'evento è stato presentato da Jack Linkletter. Corinna Tsopei, Miss Grecia, è stata incoronata Miss Universo 1964.

## Risultati

### Piazzamenti
| Risultato finale   | Concorrente |
| ------------------ | --- |
| Miss Universo 1964 | - Grecia - Corinna Tsopei |
| 2ª classificata    | - Inghilterra - Brenda Blackler |
| 3ª classificata    | - Israele - Ronit Rechtman |
| 4ª classificata    | - Svezia - Siv Märta Åberg |
| 5ª classificata    | - Taiwan - Lana Yu Yi |
| Top 10             | - Argentina - Maria Amalia Ramírez - Finlandia - Sirpa Wallenius - Francia - Edith Noël - Italia - Emanuela Stramana - Norvegia - Jorunn Nystedt Barun                                        |
| Top 15             | - Bolivia - Olga Mónica del Carpio Oropeza - Brasile - Ângela Teresa Pereira Reis Vasconcelos - Paraguay - Miriam Riart Brugada - Stati Uniti - Bobbie Johnson - Venezuela - Mercedes Revenga |

### Riconoscimenti speciali
| Riconoscimento        | Concorrente                                                            |
| --------------------- | ---------------------------------------------------------------------- |
| Miss Congeniality     | - Stati Uniti - California - Jeanne Venables (proveniente da Miss USA) |
| Miss Photogenic       | - Italia - Emanuela Stramana                                           |
| Best National Costume | - Paesi Bassi - Henny Deul                                             |

## Concorrenti
- Argentina - María Amalia Ramírez
- Aruba - Lidia Lidwina Henriquez
- Australia - Ria Lubyen
- Austria - Gloria Mackh
- Bahamas - Catherine Cartwright
- Belgio - Danièle Defrere
- Bolivia - Olga Mónica del Carpio Oropeza
- Brasile - Ângela Teresa Pereira Reis Vasconcelos
- Canada - Mary Lou Farrell
- Ceylon - Annette Dona Kulatunga
- Cile - Patricia Herrera Cigna
- Colombia - Alba Ramírez Plaza
- Corea del Sud - Shin Junghyun
- Costa Rica - Dora Marcela Sola
- Curaçao - Iris Anette de Windt
- Danimarca - Yvonne Mortensen
- Ecuador - Tanya Yela Klein Loffredo
- Filippine - Myrna Sese Panlilio
- Finlandia - Sirpa Wallenius
- Francia - Edith Noël
- Galles - Marilyn Joy Samuel
- Germania - Marina Kettler
- Giamaica - Beverly Berrie
- Giappone - Chizuko Matsumoto
- Grecia - Corinna Tsopei
- Grenada - Christine Hughes
- Guyana britannica - Mary Rande Holl
- Hong Kong - Mary Bai
- India - Meher Castelino Mistri
- Inghilterra - Brenda Blackler
- Irlanda - Maurine Elizabeth Lecky
- Islanda - Thelma Ingvarsdóttir
- Israele - Ronit Rechtman
- Italia - Emanuela Stramana
- Lussemburgo - Mariette Sophie Stephano
- Malaysia - Angela Filmer
- Nigeria - Edna Park
- Norvegia - Jorunn Nystedt Barun
- Nuova Zelanda - Lyndal Ursula Cruickshank
- Okinawa - Toyoko Uehara
- Paesi Bassi - Henny Deul
- Panama - Maritza Montilla
- Paraguay  - Miriam Riart Brugada
- Perù - Miluska Vondrak Steel
- Porto Rico - Yolanda Rodríguez Machin
- Rep. Dominicana - Clara Edilia Chapuseaux Sone
- Saint Vincent e Grenadine - Stella Hadley
- Scozia - Wendy Barrie
- Spagna - María José Ulloa Madronero
- Stati Uniti - Barbara "Bobbie" Johnson
- Sudafrica - Gail Robinson
- Suriname - Cynthia Ingrid Diester
- Svezia - Siv Märta Aaberg
- Svizzera - Sandra Sulser
- Taiwan - Lana Yi Yu
- Trinidad e Tobago - Julia Merlene Laurence
- Tunisia - Claudine Younes
- Turchia - Inci Duran
- Uruguay - Delia Babiak
- Venezuela - Mercedes Revenga de la Rosa

### Ritiri
- Singapore - Vera Wee

### Sostituzioni
- Scozia - Doreen Swan, sostituita da Wendy Barrie